# Monoblastozoa
Monoblastozoa is een stam uit het dierenrijk, waarvan maar één soort beschreven is, de Salinella salve. Deze diersoort is in 1892 beschreven door Johannes Frenzel die claimde hem ontdekt te hebben in zoutpannen in Argentinië en ze in zijn laboratorium te hebben gekweekt. Sindsdien is deze soort echter nooit meer waargenomen, en het bestaan wordt daarom in twijfel getrokken. Aangezien er maar een soort bekend staat, en aangezien deze soort al lange tijd niet meer is waargenomen, is er niet veel kennis over deze stam beschikbaar.
Vroeger werd de Monoblastozoa meegerekend in de voormalige stam Mesozoa, maar werd later als eigen stam ingedeeld omdat de Mesozoa te divers was om een eigen stam te zijn. De Mesozoa is nu dus een groep van verschillende stammen.

## Taxonomie
Aangezien de stam maar één soort omvat, is de taxonomie heel eenvoudig:
- Stam: Monoblastozoa
  -  Familie: Salinellidae
    -  Geslacht: Salinella
      -  Soort: Salinella salve